# Ochicanthon edmondsi
Ochicanthon edmondsi là một loài bọ cánh cứng trong họ Bọ hung (Scarabaeidae).